# Freeinternet
Freeinternet foi uma empresa que decretou falência em outubro de 2000, pouco depois de cancelar sua oferta pública inicial. Na época, Freeinternet.com era o quinto maior provedor de internet dos Estados Unidos, com 3,2 milhões de usuários. Em 1999, a empresa teve receita de apenas US$ 1 milhão, resultando em prejuízo de US$ 19 milhões.